# Organisations considérées comme terroristes par la république populaire de Chine
La république populaire de Chine publie depuis le 15 décembre 2003 une liste officielle des organisations considérées comme terroristes au « Turkestan oriental ».
- Parti islamique du Turkestan, allié d'Al-Qaïda[2] ;
- Organisation de libération du Turkestan oriental, alliée au Parti islamique du Turkestan et aux Talibans[3] ;
- Congrès mondial des Ouïghours, soutenu par le National Endowment for Democracy de Washington[4] ;
- Eastern Turkistan Information Center.